# Boros Béla (orvos)
Boros Béla (Pécs, 1903. december 21. – Pécs, 1992. szeptember 25.) orvos, szemész.
| Boros Béla                                | Boros Béla                                |
| Kattints az alábbi külső linkek egyikére! | Kattints az alábbi külső linkek egyikére! |
| ----------------------------------------- | ----------------------------------------- |
| Nem található szabad kép.(?)              |                                           |
| külső link · jogvédett                    | Boros Béla arcképe                        |

## Családja
Szülei Boros Mihály MÁV-tisztviselő és Toma Terézia. Hatan voltak testvérek, köztük Boros István (1891–1980) politikus, biológus.

## Iskolái
A pécsi cisztercita gimnáziumban érettségizett 1922-ben, a szegedi Ferenc József Tudományegyetemen (1922–1923), a pécsi Erzsébet Tudományegyetemen tanult (1923–1929), Pécsett általános orvosi oklevelet (1929), iskolaorvosi és egészségtanári szakképesítést (1933), a szemészeti kórtan tárgykörből magántanári képesítést szerzett (1941), az orvostudományok kandidátusa (addigi tevékenységéért, 1952).

## Életútja
A szegedi nemzeti hadseregben szolgált (1922–1923), a pécsi Erzsébet Tudományegyetem Szemészeti Klinika gyakornoka (1929– 1931), egyetemi tanársegéde (1931–1941), egyetemi adjunktusa (1944–1947) és magántanára (1941–1947), a szemészeti kórtan nyilvános rendkívüli (1947–1949), nyilvános rendes tanára és a Klinika igazgatója (1949–1951). A POTE Szemészeti Tanszék klinikaigazgató és tanszékvezető egyetemi tanára (1951–1973), az Általános Orvostudományi Kar dékánja (1954–1956). A Pécsi Tudományegyetem, ill. a POTE rektora (1949–1951 és 1966–1973). Az Országos Társadalombiztosítási Alap (OTBA) és a MÁV szemész szakorvosa.

## Munkássága
Szemészeti élettannal, szemészeti patológiával foglalkozott, a szem allergiás elváltozásainak és a szemtuberkulózisnak nemzetközileg is ismert professzora. Magyarországon elsőként végzett izolált íriszkészítményeken élettani és farmakológiai vizsgálatokat. Jelentős eredményeket ért el a glaukóma elleni magyarországi megelőző és gyógyító tevékenység terén.

## Elismerései
- A Magyar Szemorvos Társaság társelnöke (1948), elnöke (1952–1954), örökös tiszteletbeli tagja.
- Magyar Népköztársaság Arany Érdemérme (1950)
- Munka Érdemrend (arany, 1955, 1962, 1970)
- Braille-emlékérem (1959)
- Hirschler Ignác-emlékérem (1978)
- Schulek Vilmos-emlékérem (1983).

## Főbb művei
- Fehér vérsejtek és tuberkulin. Adat a fehérvérsejtek biológiai reakcióihoz. – Vaccina keratitis és a reticulo-endothel rendszer. (Albich Emlékkönyv. Pécs, 1940)
- Chemotherápiás tapasztalatok a gümőkóros szembetegségek kezelésében a Gröer- féle pathergometria felhasználásával. (Gyógyászat, 1940)
- Az iris bicolor öröklődéséhez. (Orvosképzés, 1940)
- Allergiás szembetegségek. (Pécs, 1943)
- A táplálkozás szerepe a szembetegségek kór- és gyógytanában. (Bp., 1943)
- A szemtuberkulózis problémái. (Bp., 1943)
- Hogyan fejlődött ki az emberi szem? (Bp., 1953)
- Az átültetett szaruhártyalebeny acetylcholin tartalmának vizsgálata. Takáts Istvánnal. (Szemészet, 1956)
- Szemészet. Egy. tankönyv. Kettesy Aladárral, Kukán Ferenccel. Az üvegtest és a retina betegségei fejezetet Kahán Ágost írta. Egy. jegyz. (Bp., 1957; Egy. tankönyv. 1962; 2. kiad. 1967)
- Allergie und allergische Erkrankungen des Auges. 1–2. köt. Szerk. Rajka Ödön. Írta. Többekkel. (Bp., 1959)
- Tájékozódó vizsgálatok glaukómás betegek 17-ketosteroid ürítéséről. Valkó Évával. – Hydergin vizsgálata izolált íriszkészítményen. Takáts Istvánnal. (Szemészet, 1959)
- A szem histamintartalmának vizsgálata. A marhaszem összhistamintartalma. Ágoston Irénnel, Gróf Pállal. (MTA Biológiai és Orvosi Tudományok Osztálya Közleményei, 1962)
- A Marfan-lencse extrakciójának szövődményes lehetősége. (Szemészet, 1963)
- A retinális és a látást érintő agyi vérkeringészavarok tünettanához és klinikumához. (Orvosi Hetilap, 1967)
- Szemészeti jegyzet. (Pécs, 1970; 2. kiad. 1974).